# Gekiganger 3
El Gekiganger 3 (熱血ロボ ゲキ・ガンガー３, Nekketsu Robo Geki·Gangā Surī) es un anime dentro la serie Martian Successor Nadesico. Es una Homenaje de los animes de robots gigantes (mecha) de los años 70s y 80s como Mazinger Z y el Festival de los Robots. En la serie Martian Successor Nadesico se dice que tiene 39 episodios; pero realmente el OVA sólo tiene un episodio.

## Personajes Terrícolas
Nanako Kokubinji: 
Johnny: vaquero estadounidense y piloto de un robot gigante.
Dr.Kokubunji: es el constructor del Gekiganger 3 y Gekiganger V
Jumpei: niño amigo de los pilotos del Gekiganger 3.

## El Lado Obscuro del Universo
Príncipe Akara: príncipe de los Kyoakus.
Mie: está enamorada de Akara. Lucha contra Gekiganger 3.
General Massaka
Shikkuusu: hermano mayor de Nanako, se pasa al lado obscuro del universo
Karan
Akuamarin
Emperador Hyperion

## Lista de los títulos de episodios aparecidos en Martian Successor Nadesico y OVA
- ¡Invencible! Gekiganger Despega
- Batalla Final: Los 3 grandes monstruos mechas
- El Rival de América
- ¡¡Situación Invertida!!: Gekigan Nunchaku
- Tragedia en una noche sagrada: Satan Clock M
- El mecha monstruo llega en la tarde de año nuevo
- ¡El gran apuro!¡Vayanse!, Nanako Gekiganger
- ¡Cerrando la mano malvada! ¿¡El campo herboso desaparece!?
- La memoria se desvanece en una galaxia distante
- Adelante con el Anime Apasionado
- ¡La batalla presdestinada!: ¡Ken v/s Akara!
- ¡La gran explosión! Mueran Kyoakkus
- Shocking! Gekiganger muere en llamas
- La sonrisa de la doncella Aquamarin
- La sorpresa del monstruo gigante Tsuchinoko
- No más espera!: El ejército kyoakkus conquista la Tierra!!
- La Gran Batalla: Gekiganger Por Siempre

## Robots Gekiganger
- Gekiganger III: fue desarrollado desde una pintura dejada por la gente del imperio Super-Paleolítico hace miles de años atrás. El Doctor Kokubinji desarrollo el Gekiganger III agragándole algunas mejoras. Con él deben combatir a los Kyoakkus.

- Gekiganger V: es una versión mejorada y más poderosa del Gekiganger III.

- Spaceganger: es una versión mejorada y más poderosa del Gekiganger V

- Dragonganger: aparece sólo en el manga, según Akito Tenkawa

- Datos: Q644781